# Labutice
Labutice (německy Schwanenberg) je malá vesnice, část obce Suchdol v okrese Prostějov. Vesnice vznikla koncem 18. století. Přesídlili sem především obyvatelé sousedního Německého Brodku .
Nachází se asi 2 km na západ od Suchdola. V roce 2009 zde bylo evidováno 43 adres. V roce 2001 zde trvale žilo 71 obyvatel.
Labutice je také název katastrálního území o rozloze 1,58 km2.

## Název
Vesnice byla pojmenována po guberniálním radovi svobodném pánovi ze Schwanenberka (příjmení doslova znamená "Labutí hora"). České jméno vzniklo překladem první části německého jména a přidáním přípony podle jmen jiných sídel.

## Historie
První písemná zmínka o obci pochází z roku 1786.

## Obyvatelstvo

### Struktura
Vývoj počtu obyvatel za celou obec i za jeho jednotlivé části uvádí tabulka níže, ve které se zobrazuje i příslušnost jednotlivých částí k obci či následné odtržení.
| Místní části   | Místní části  | 1869 | 1880 | 1890 | 1900 | 1910 | 1921 | 1930 | 1950 | 1961 | 1970 | 1980 | 1991 | 2001 | 2011 |
| -------------- | ------------- | ---- | ---- | ---- | ---- | ---- | ---- | ---- | ---- | ---- | ---- | ---- | ---- | ---- | ---- |
| Počet obyvatel | část Labutice | 220  | 190  | 214  | 208  | 217  | 199  | 178  | 125  | 129  | 115  | 116  | 94   | 71   | 53   |
| Počet domů     | část Labutice | 31   | 31   | 32   | 33   | 33   | 33   | 35   | 35   | 0    | 34   | 33   | 36   | 37   | 29   |

## Pamětihodnosti
- Kaplička sv. Štěpána se zvonicí

## Fotogalerie

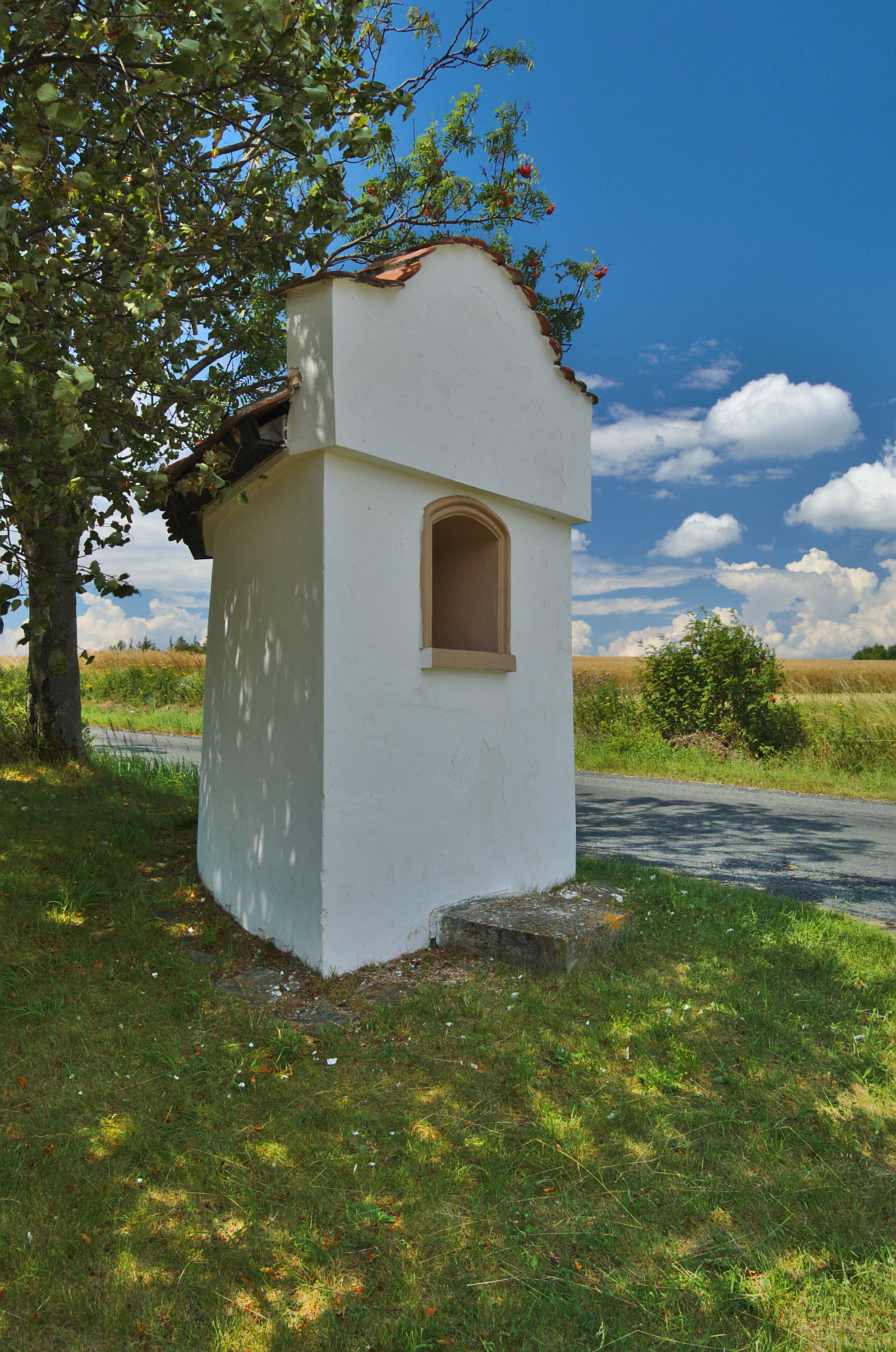
Boží muka nad vesnicí u silnice na Brodek u Konice
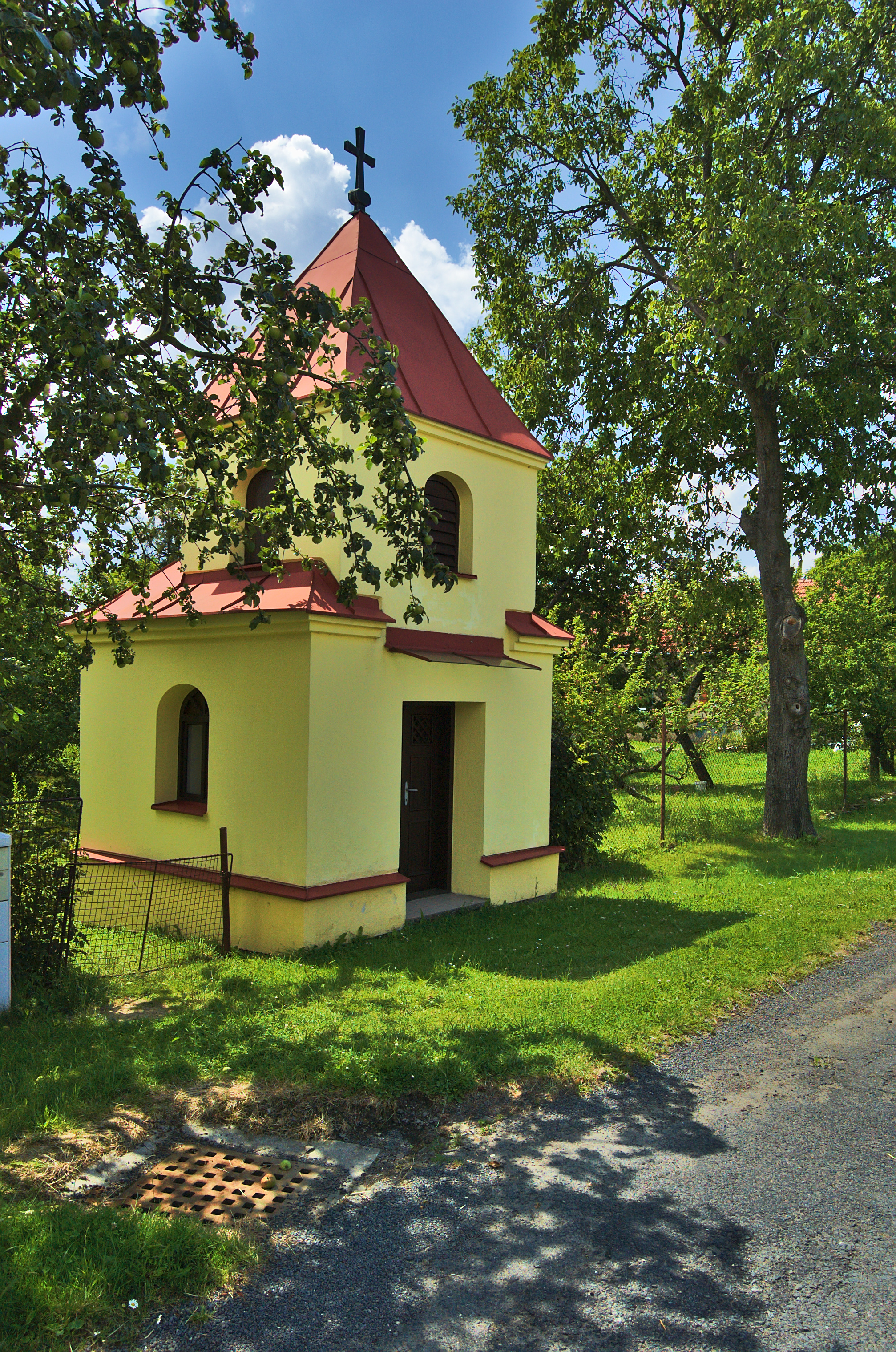
Kaplička svatého Štěpána se zvonicí
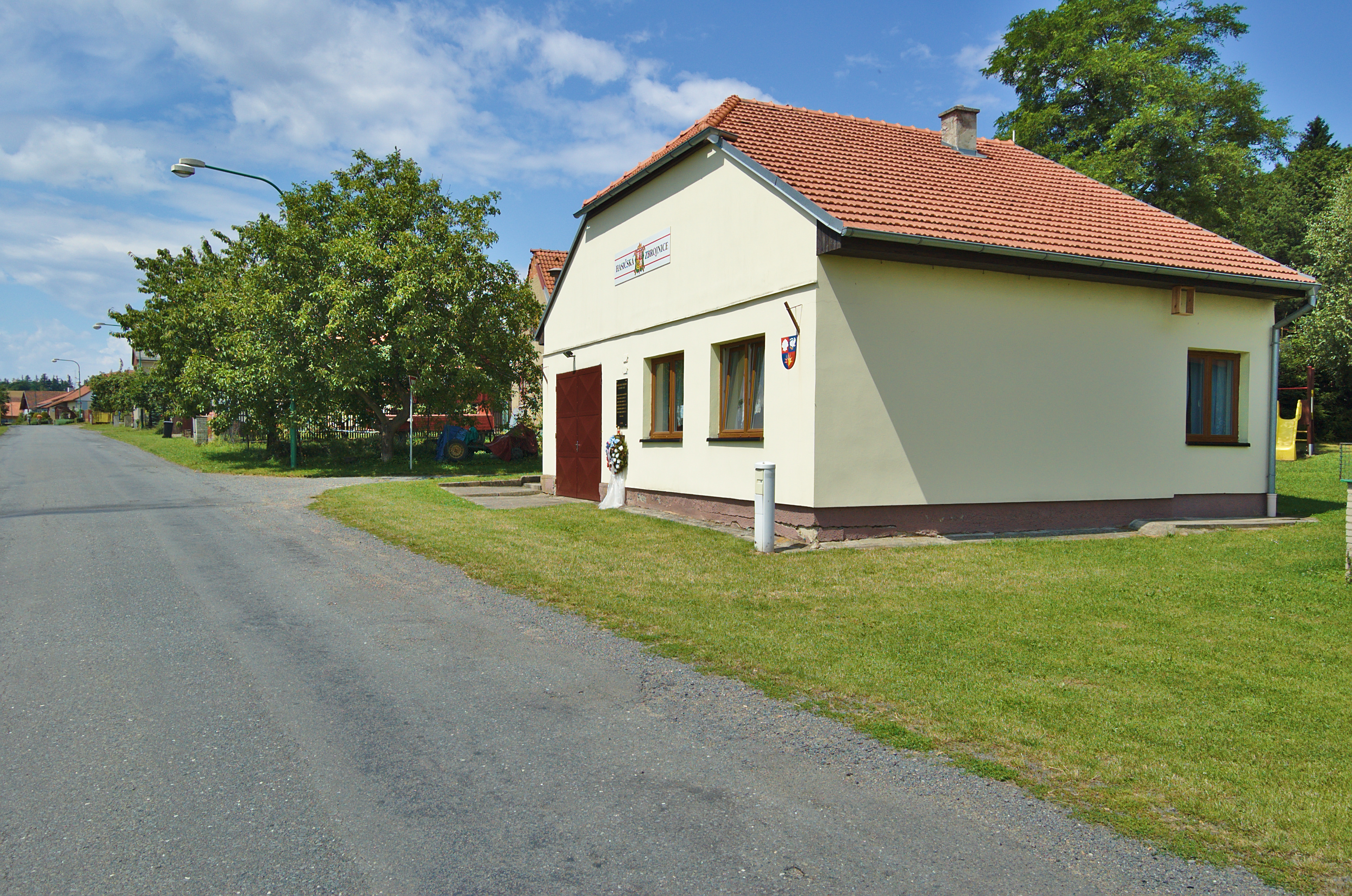
Hasičská zbrojnice
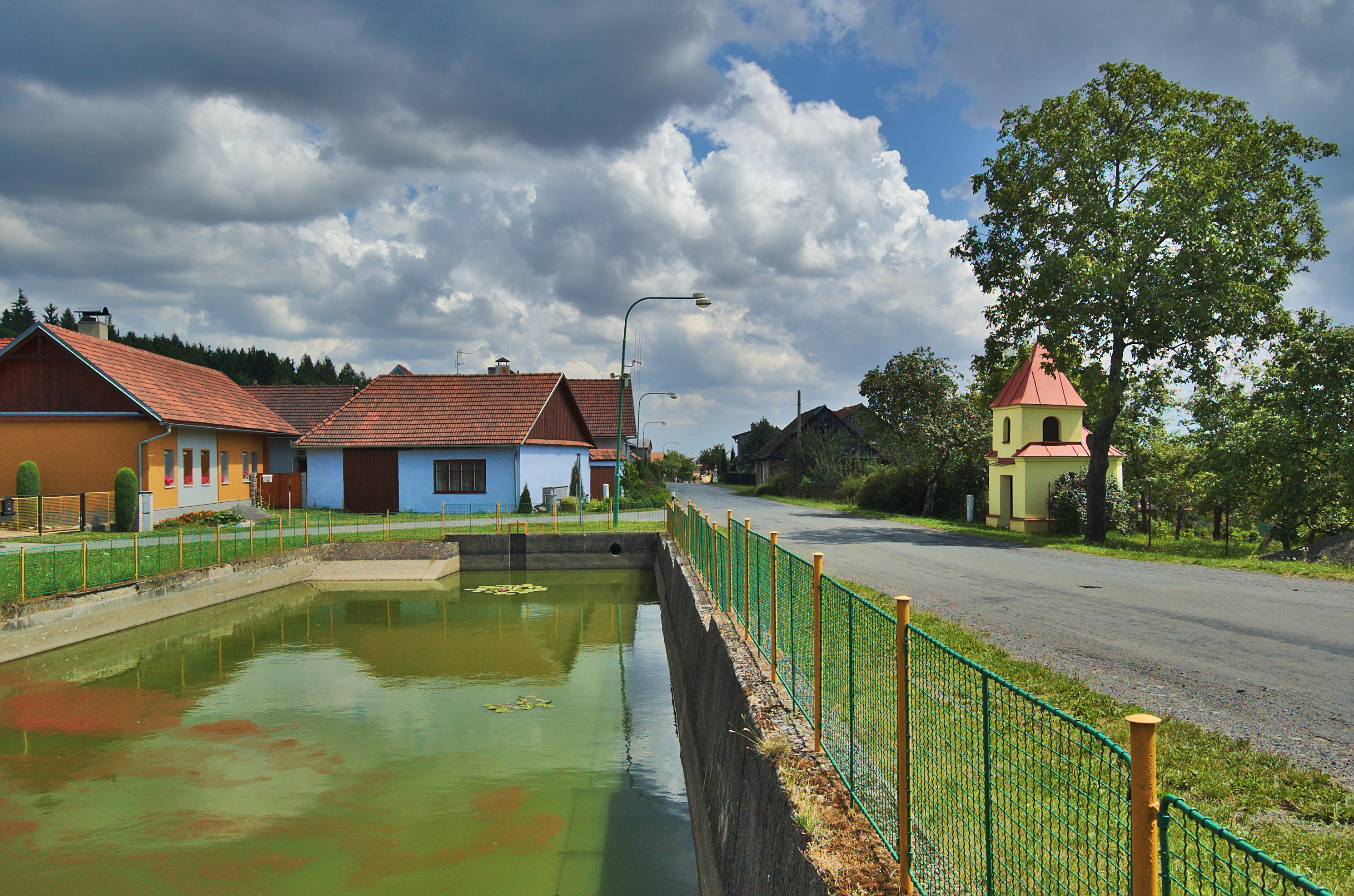
Hasičská nádrž ve vesnici